# Сельское поселение Красавинское
Сельское поселение Красавинское — упразднённое сельское поселение в составе Великоустюгского округа Вологодской области. В рамках организации местного самоуправления Великоустюгский район преобразован в муниципальный округ, в связи с чем все сельские поселения округа упразднены и разделяются на территориальные отделы.
Административный центр — село Васильевское.
Население по данным переписи 2010 года — 1178 человек, оценка на 1 января 2012 года — 1144 человека, оценка фактического населения территориального отдела на 2023 год — 825 человек.
На территории Красавинского сельского поселения находятся Васильевская средняя школа, начальная школа-детский сад, детский сад, Дом культуры, сельский клуб, 2 библиотеки, 2 фельдшерско-акушерских пункта.

## История
В начале XX века на месте нынешнего центра Красавинского сельского поселения, села Васильевское, располагалась усадьба Василия Лагирева, которую по имени его владельца называли Васильевым поместьем. После революции бывшая помещичья земля была поделена между крестьянами и возникла деревня Васильевская. Жители деревни работали в основном в колхозах или на Красавинском льнокомбинате.
В 1940-х годах рядом с деревней была организована зона. Заключённые валили лес, из которого строились здания для деревни и колхоза. В 1958 году зона была упразднена, тогда же был создан объединённый совхоз «Красавино», который стал основным предприятием сельсовета.
Сельсовет сначала располагался в Красавино, потом был перевезён в Васильевское.
В 1999 году был утверждён список населённых пунктов Вологодской области. Согласно этому списку в состав Красавинского сельсовета входили 20 населённых пунктов.
В 2001 году были упразднены деревни Малое Есиплево и Терехино.
Большая часть сельсовета располагалась на левом берегу Северной Двины, и только 2 деревни — Горка и Медведки — на правом. Поскольку моста через реку в Красавино нет, деревни фактически были изолированы. В 2005 году жителям были предоставлены квартиры в Васильевском, с тех пор деревни пустуют.
1 января 2006 года в соответствии с Федеральным законом № 131 «Об общих принципах организации местного самоуправления в Российской Федерации» образовано Красавинское сельское поселение.
В состав сельского поселения вошёл Красавинский сельсовет за исключением деревень Бухинино, Новая Деревня, Новое Село, Коробовское, Подгорье, Королево, которые были переданы в городское поселение Красавино.

## Населённые пункты
В состав поселения входят 12 населённых пунктов, в том числе
1 село и 11 деревень, из которых 2 (Горка и Медведки) нежилые.
Фактическое население населённых пунктов Красавинского территориального отдела на 2023 год можно узнать на сайте администрации Великоустюгского округа.
| Населённый пункт         | ОКАТО          | Рег. номер | Расстояние до районного центра, км | Расстояние до центра поселения, км | Индекс | Координаты                      |
| ------------------------ | -------------- | ---------- | ---------------------------------- | ---------------------------------- | ------ | ------------------------------- |
| деревня Березниково      | 19 214 816 002 | 972        | 25                                 | 5                                  | 162341 | 60°56′59″ с. ш. 46°30′00″ в. д. |
| деревня Большая Синега   | 19 214 816 003 | 974        | 21                                 | 1                                  | 162342 | 60°55′42″ с. ш. 46°29′03″ в. д. |
| деревня Большое Есиплево | 19 214 816 004 | 973        | 19                                 | 3                                  | 162342 | 60°54′00″ с. ш. 46°27′35″ в. д. |
| деревня Боровинка        | 19 214 816 005 | 975        | 25                                 | 5                                  | 162342 | 60°56′23″ с. ш. 46°29′08″ в. д. |
| деревня Бушково          | 19 214 816 007 | 977        | 13                                 | 9                                  | 162344 | 60°52′30″ с. ш. 46°25′29″ в. д. |
| село Васильевское        | 19 214 816 001 | 971        | 20                                 | —                                  | 162342 | 60°55′39″ с. ш. 46°27′57″ в. д. |
| деревня Горка            | 19 214 816 008 | 978        | 24                                 | 4                                  | 162341 | 60°57′04″ с. ш. 46°32′00″ в. д. |
| деревня Клепиково        | 19 214 816 009 | 979        | 21                                 | 1                                  | 162342 | 60°56′10″ с. ш. 46°26′36″ в. д. |
| деревня Кошово           | 19 214 816 012 | 982        | 10                                 | 10                                 | 162344 | 60°52′48″ с. ш. 46°21′25″ в. д. |
| деревня Медведки         | 19 214 816 014 | 984        | 27                                 | 7                                  | 162341 | 60°55′51″ с. ш. 46°31′21″ в. д. |
| деревня Полутово         | 19 214 816 018 | 988        | 14                                 | 10                                 | 162344 | 60°52′02″ с. ш. 46°25′52″ в. д. |
| деревня Скорняково       | 19 214 816 019 | 989        | 25                                 | 5                                  | 162341 | 60°56′27″ с. ш. 46°29′43″ в. д. |

Населённые пункты, упразднённые 18 января 2001:
| Населённый пункт       | ОКАТО          | Рег. номер | Расстояние до районного центра, км | Расстояние до центра поселения, км |
| ---------------------- | -------------- | ---------- | ---------------------------------- | ---------------------------------- |
| деревня Малое Есиплево | 19 214 816 013 | 983        | 14                                 | 10                                 |
| деревня Терехино       | 19 214 816 020 | 990        | 25                                 | 5                                  |